# Makarasphaera amnicosa
Makarasphaera amnicosa är en kräftdjursart som beskrevs av Bruce2005. Makarasphaera amnicosa ingår i släktet Makarasphaera och familjen klotkräftor. Inga underarter finns listade i Catalogue of Life.